# Гимназија Антуна Вранчића
Гимназија Антуна Вранчића јавна је четворогодишња општеобразовна средња школа у Шибенику у Хрватској. Тренутно нуди програме који се фокусирају на математику и природне науке, класику, лингвистику, као и општи програм. Школа је добила име по Антуну Врачићу, рођеном Шибенчану.

## Историја
Почеци гимназијско образовања у Шибенику сежу до 1806, али су школске институције често укидане, реорганизоване и премјештане изван Шибеника. Трајна гимназија с континуитетом до данас утемељена је 1909. године. Налазила се у данашњој згради музичке школе, у шибенској четврти Драга. У данашњу зграду, намјенски изграђену, у подножју Шубићевца, као тадашњи „највећи и најмодернији средњошколски завод у Југославији”, преселила се у септембру 1937. године. За вријеме италијанске окупације Шибеника (1941—1943) настава се одржавала на италијанском језику, док је дио школске зграде био претворен у војну болницу. Бројни ученици и професори прикључили су се Народноослободилачком покрету (68 носилаца Партизанске споменице 1941), а шест је добило Орден народног хероја, међу којима су Слободан Мацура, Миро Вишић и Владимир Перан. Након ослобођења града у новембру 1944, гимназијалци су учествовали у радним акцијама и чишћењу града, скупљали прилоге и поклоне за рањенике у болници и спроводили друге дјелатности. Након Другог свјетског рата гимназија је неко вријеме носила назив Гимназија шибенских хероја. Образовном реформом Стипета Шувара крајем 1970-их, школе је укинута као гимназија и реформисана у Центар за одгој и усмјерено образовање Шибеник. Реформом образовног система 1991. поново је постала гимназија, а назив је добила по Антуну Вранчићу (1504—1573), шибенском хуманисти, кардиналу, дипломати и писцу.

## Традиције

### Школске приредбе
Поводом дана школе, у шибенском позоришту традиционално се одржава приредба „Антун”, на којој се додјељују признања дјелатницима и ученицима, уз културни и забавни програм хуманитарног карактера. На „Антуну” сваке године се уручује и награда најзаслужнијем бившем ученику. Крајем новембра ученици организују и аматерско поп и рок музичко такмичење „Врана”.

### Школске новине
Школски гласник је годишњак „Пегла”, који излази сваке године у периоду фебруар/март. „Пегла” се неколико пута пласирала на државну смотру ученичког стваралаштва (ЛиДраНо).

## Резултати
На темељу резултата испита које је Национални центар за спољно вредновање образовања провео 2006, 2007. и 2008. као припрему за државну матуру, Гимназија Антуна Вранчића на неслужбеној ранг-листи од 25 најбољих средњих школа у Хрватски била је на 24. мјесту.

## Познати полазници
Као донедавно једину средњошколску установу у Шибенику општег и хуманистичког смјера, похађали су је многи познати Шибенчани:
- Владан Десница (1905—1967), писац и филозоф
- Вице Вуков (1936—2007), пјевач, филозоф и политичар
- Анђелко Руњић (1938—2015), политичар и дипломата
- Арсен Дедић (1938—2015), шансоњер и кантаутор
- Љубомир Антић (1946—2015), историчар, публициста и политичар[9]
- Максим Мрвица (р. 1975), пијаниста

## Познати наставници
- Иво Ливаковић (1931—2018)
- Иво Брешан (1936—2017)[10]